# Schefflera sphaerocoma
Schefflera sphaerocoma är en araliaväxtart som först beskrevs av George Bentham, och fick sitt nu gällande namn av Hermann August Theodor Harms. Schefflera sphaerocoma ingår i släktet Schefflera och familjen araliaväxter. IUCN kategoriserar arten globalt som otillräckligt studerad. Inga underarter finns listade.